# Balistes vetula
Balistes vetula е вид лъчеперка от семейство Balistidae. Видът е уязвим и сериозно застрашен от изчезване.

## Разпространение
Разпространен е в Американски Вирджински острови, Ангола, Ангуила, Антигуа и Барбуда, Асенсион и Тристан да Куня, Барбадос, Бахамски острови, Белиз, Бонер, Бразилия, Британски Вирджински острови, Венецуела, Гамбия, Гваделупа, Гватемала, Гвиана, Гвинея, Гвинея-Бисау, Гренада, Доминика, Доминиканска република, Екваториална Гвинея, Кабо Верде, Кайманови острови, Колумбия, Коста Рика, Куба, Кюрасао, Мавритания, Мароко, Мартиника, Мексико, Монсерат, Никарагуа, Остров Света Елена, Панама, Пуерто Рико, Саба, САЩ, Свети Мартин, Сейнт Винсент и Гренадини, Сейнт Китс и Невис, Сейнт Лусия, Сен Естатиус, Сенегал, Сиера Леоне, Синт Мартен, Суринам, Тринидад и Тобаго, Търкс и Кайкос, Френска Гвиана, Хаити, Хондурас и Ямайка.